# 锡尔茨 (莱茵兰-普法尔茨州)
锡尔茨（德語：Silz，發音：[zɪlts]）是德国莱茵兰-普法尔茨州南魏恩施特拉瑟县的市镇，面积8.51平方千米，2023年12月31日人口为712人。